# Sumberdodol
Sumberdodol is een bestuurslaag in het regentschap Magetan van de provincie Oost-Java, Indonesië. Sumberdodol telt 2975 inwoners (volkstelling 2010).